# Марија Гавра од Молдавије
Марија Асен Палеолог (грчки: Μαρια Ασανινα Παλαιολογινα, умрла 19. децембра 1477), познатија као Марија од Мангупа или Марија од Дороса, била је друга супруга кнеза Стефана III Великог (владао од 1457. године) септембра 1472. до 1475. или 1477. Неизвесног порекла, али највероватније потомак царских бугарских и византијских династија, припадала је владајућој породици мале Кримске кнежевине Теодоро. Њени блиски рођаци су били оба зараћена кнеза кнежевине Теодоро, кнез Алексијe II и Исак, као и Зуан Цамплакон, дипломата и вођа Стратиота.
Својим доласком у Молдавију, Марија је појачала релативни утицај византијске политике и културе на Стефановом двору. Такође је прихватила византијско општење са католицима, делујући као агент католичког утицаја пре повратка у источно православље. Кнез Стефан III ју је вероватно оженио из политичких разлога, надајући се да ће освојити кнежевину, иако је изгубио интересовање за њу када се то показало немогућим. Према опречним читањима, кнез се или развео од ње да би се оженио Влашком кнегињом Маријом Воичижом (која је у сваком случају постала њена наследница), или је живела отуђена од Стефана III без формалног раздвајања. Њен портрет је мистериозно одсутан на минијатури Хуморског манастирског јеванђеља, који је вероватно уклонио њен муж.
Разни касни записи стављају Марију Асен у источну Молдавију или на Свету Гору. Њен брак са кнезом Стефаном III донео је чак петоро деце, од којих се верује да је само једна ћерка, Ана, преживела до одраслог доба. У манастиру Путна, где је и сахрањена, чува се Маријина детаљна погребна плаштаница, са њеним портретом и обележјима Палеолога. Опстаје као значајан оријентир у средњовековној румунској уметности, синтетизујући западне и источне рукотворине. Маријин брак је фикционализовао Михаил Садовеану у Фратии Јдери. Овај роман из 1935. је основа за играни филм из 1974. године, у којем је Марију тумачила Виолета Андреј.

## Биографија

### Порекло
Ћерка владара Кнежевине Теодоро (или „Готија“) на Криму, по мајчиној страни је била вероватни потомак две царске куће, династије Палеолога из Византијског царства и династије Асена из Другог бугарског царства. Научници као што је Иван Божилов тврде да је, по очевој страни, Марија такође потицала из византијске аристократске породице Гавра. Ово је одбачено као „неосновано“ од стране другог историчара, Штефана С. Горовеја, који примећује да су Маријине крвне везе са Палеолозима и византијском граном Асена вероватно биле јаке. Помиње се у Густинској хроници као рођака („друге сестре“) Софије Палеолог од Москве. Због ове везе, вероватно је била нећака владајућег пара Трапезунта, цара Давида и царице Марије. Историчари као што су А. Д. Ксенопол, Орест Тафрали, и Константин Гане такође су сматрали да је Марија била Комнин. Тај појам је у каснијим академским круговима сачувао Разван Теодореску, који види да Марија има „крв грчких василевса, Комнина и Палеолога“. Према Октавијану-Раду Ивану, она је „имала чврсте везе“ са Комнинима преко Трапезунтске династије.
Осим што је био кнез од Теодора, тачан идентитет њеног оца је споран међу историчарима. Према Аурелијану Сацердоћеануу, овакви спомени се односе на Олубеја, сина кнеза Алексија I. Божилов описује Марију као ћерку Олубеја или његовог директног претходника Јована, који је био ожењен Маријом Цамплакином Палаиологином Асенином. Слично, генеалог Марсел Романеску је наводи као ћерку „Јована Олубеја“ и „Марије Асен Палеолог“, а Ксенопол једноставно као Олубејеву ћерку. Гане се позива на "Маријиног оца, Олубеја Комнина". Александар Васиљев је види као сестру кнеза Исака, који је вероватно био Олубејев син, и кнеза Алексија II. Скептичнији став понудио је 1981. историчар Д. Настасе, који је веровао да је Марија ћерка мањег византијског избеглице у Републици Венецији, Зуана Цамплакона „Палаиолога“.Њена „империјална власт, стварна или лажна, ипак је била византијска.“ Према Горовеју, Цамплакон је у стварности био један од Маријиних ујака, а сам није пуноправни члан породице Палеолога.
Родитељи Марије од Мангупа отишли су у Трапезунт 1446. или 1447. године, што оставља њено очигледно присуство у Мангупу све до њеног пресељења у Сучаву и брака необјашњеним. Молдавска немачка хроника, састављена касно за време Стефанове владавине, повезује Марију са Кавказом, описујући је као „Черкежанку“. Ова примедба је, примећује Васиљев, „потпуно нејасна“, без другог записа који поткрепљује „черкеску“ тврдњу. Он предлаже да би се оваква забуна у тексту могла повезати са „не баш поузданом“ причом према којој су се неки „готски“ принчеви населили у Фанагорији. Године 1999, генеалог Сорин Ифтими је приметио да изјава у Немачкој хроници још увек није била разјашњена од стране историчара.
Према Васиљеву, Марија је стигла у Молдавију 4. септембра 1472. године. Међутим, други научници догађај стављају скоро пуну годину пре тога, на 14. септембар 1471. године. Брак, који је склопљен 14. септембра 1472. године, вероватно је склопљен из политичких разлога. Како је приметио историчар Константин Јордачи, њено присуство у Молдавији чинило је део „вишеструког утицаја“ поствизантијских политика, које су у тој фази још увек биле „директне“. Династичка унија је имала предности и за молдавску страну: према Ганеу, кнез Стефан III је „ударио на велико“. Други истраживач, Александру Сајмон, примећује да је брачни аранжман „...учврстио [Стефанов] положај и интересе у области Црног мора“, док је такође поништио претходно потчињавање Османском царству. Једна научна теорија, коју су прихватили и Васиљев и Тафрали, сугерише да се кнез Стефан III Велики, моћни владар и „Христов шампион“, оженио Маријом како би могао да полаже право на престо Византије ако Константинопољ буде преузет од Турака Османлија. Ово тумачење су одбацили разни други научници.

## Кнегиња супруга Молдавије
Кнегиња је такође била умешана у сукоб утицаја на кнеза Стефана III Великог и његову молдавску митрополију. У време њеног пресељења у Молдавију, Марија и њени рођаци из кнежевине Теодоро подржавали су покушај католичко-православне уније и њену Константинопољску латинску патријаршију, посебно су били блиски Василију Висариону. Пројекат је такође укључио Јована, митрополита Готског, који се повезао између кнежевине Теодоро, кнежевине Молдавије и Краљевине Угарске. Зуан Тзамплакон, који је преговарао о склапању брака између принцезе Марије Гавра и кнеза Стефана III Великог, такође је деловао као Висарионов лични изасланик. Са кнегињом Маријом је успео да усмери кнеза Стефана III Великог ближе католичком свету. Као што је приметио научник Дан Јоан Мурешан, Цамплакон и Маријин рад је можда затегао Стефанов однос са православним цариградским патријархом и локалном црквеном јерархијом, укључујући епископа Теоктиста. Због тога се, тврди он, кнегиња Марија појављује као празан простор у Јеванђељу Хуморског манастира: „монах Никодим [...] једноставно је одбио да прикаже [Стефанову] нову жену“. Друга истраживања верују да је кнегиња Марија насликана у тој минијатури, али потом избрисана по Стефановом налогу.
Према Ганеу, кнез Стефан III Велики није имао деце са кнегињом Маријом. Други извори потврђују да је пар имао две ћерке, од којих се једна вероватно звала Ана; друга остаје анонимна, познат само кроз две референце у Немачкој хроници. Сацердотеану такође предлаже да је Марија била мајка два сина, близанаца Богдана (око 1473–1479) и Илијаша, и вероватно трећег, Петрашка, који су сви сахрањени у манастиру Путна. Гане описује Богдана и Петрашка као синове кнегиње Евдокије Кијевске, Стефанове претходне супруге, а Илијаша као рођеног из још ранијег брака. Према Горовеју, кнегиња Марија је била тутор Александру „Сандрин“, Евдокијином сину, и можда је инспирисала младог наследника да се заинтересује за породичну историју Асена.
Кнез Стефан III Велики је био љут када су Византинци из кнежевине Тедоро прихватили власт Османског султаната и Кримског каната и преговарали о савезу са Републиком Ђеновом, која је држала Кафу, на другој страни полуострва. Такође је опремио експедицију која је имала за циљ да свргне сина и наследника кнеза Исак и замени га анти-Османским кнезом Александром, братом кнегиње Марије. Стефанов брак, примећује Васиљев, омогућио му је да оствари „изузетан утицај на Готију“, а он је „можда [размишљао] чак и да преузме посед“ над Теодором. Ово последње такође тврде Ксенопол и Гане. И Ксенопол и Васиљев примећују Стефанову узбуну у јуну 1475, када је Кафа пала под Османлије. Све у свему, међутим, чини се да је кнегињу Марију у великој мери игнорисао њен муж и да је водила несрећан породични живот све до своје смрти, отприлике две године касније.
Ксенопол сугерише да се кнез Стефан III Велики убрзо након њиховог брака заљубио у своју заробљеницу принцезу Марију Воичицу, ћерку војводе Радуа III Лепог од Влашке. Исто тврди и Гане, који даље спекулише да се „морала десити ужасна драма у цитадели у Сучави, и да је Госпа морала да пролије много суза у својим одајама.“ Ксенопол и Васиљев обојица тврде да је кнез Стефан III Велики. изгубио било какво интересовање за кнегињуМарију када су кнежевину Теодоро освојили Османлије у децембру 1475. и он је напустио наду да ће заузети Кримску кнежевину. Геновљански записи сугеришу да је у мају 1476. кнез Стефан III Велики покушавао да добије амнестију за кнеза Александра Гавру, кога су на крају погубили његови османски отмичари.

### Очигледно повлачење и смрт
Пад кнежевине Теодоро био је последње поглавље у настојањима да кнез Стефан прихвати католичанство. У својим последњим годинама, како Мурешан примећује, кнегиња Марија Гвара се вратила у крило цариградског православља. По предању је била једна од дародаваца манастира Њамц, са иконом Богородице (Богородице са дететом). Разни записи такође сугеришу да је живела у самоћи, далеко од двора. У јулу 1476, када је Кримски канат извршио инвазију на источну Молдавију, кнегиња Марија је забележена међу избеглицама у Хотину или Костештију. Према усменом предању, живела је у пећини Костешти, данас познатој као Станца Доамнеи (Госпина литица). Други записи сугеришу да се вратила у Сучаву након Стефановог пораза код Валеа Албе, и даље се понашала као његова верна жена и распитивала се где се налази.
Недатирани натпис у католикону (главној цркви) манастира Осиоу Грегорију на Светој Гори помиње да се „најпобожнија Марија Асанина Палеологина, госпођа Молдовлашка“ молила тамо док је била кнегиња супруга. Ова понуда се ипак можда не односи на кнегињу Марију Гвара, већ на њену постхумну снају од Сандрина, познату из других записа једноставно као племкиња фанариот. У писму без датума које је послао православни патријарх помиње се „госпођа Марија“. Мурешан тврди да се овај пријатељски текст односи на њеног мужа, а не на претходног кнеза Стефана, као што су тврдили други стручњаци, али признаје да „дама Марија“ можда није кнегиња Марија Гвара. Он датира текст у генерички период када је кнез Стефан поново потврдио своје византијско православље.
Према њеном надгробном споменику у Путни, Марија је умрла 19. децембра „6985“ (Анно Мунди), што су различити историчари читали као 1477. године . Схолар Петре С. Настурел објашњава да су ранија читања као „1476“ била заснована на лажној претпоставци да је молдавска година почела 1. септембра, а не 1. јануара. Исто тако, Гане закључује да се догађај десио током поста за Бадње вече 1477. године и описује „1476.“ као аномално читање. Сахрану кнегиње је обавио митрополит Теоктист, који се очигледно помирио са њом.
Кнез Стефан III Велики је за своју трећу жену узео принцезу Марију Воичицу — која је и сама била у даљем сродству, са Палеолозима. Према Ксенополу, хроничар Григоре Урече је у праву када тврди да је кнез Стефан III Велики узео нову Марију за жену још 1475. године, пошто су он и кнегиња Марија Гавра до тада били разведени. Немачка хроника бележи да се ово ново венчање догодило у децембру 1477. године, што би, да је тачно, прекршило удовчев период жалости. Различити научници се слажу да текст у том погледу мора бити погрешан. Гејн такође помера датум Стефановог новог брака на 1480, „било зато што је желео да испоштује правило жалости, или зато што је [Марија Воичица] још увек била премлада“. Цамплакон је вероватно напустио Молдавију непосредно пре или после смрти своје штићенице, враћајући се да се бори за Венецију и предводећи њене Стратиоте у рату код Фераре. Од Маријине наводне деце, Ана је преживела најмање до 1499. године и верује се да је била сахрањена од стране Сандрина у манастиру Бистрица.